# S.C. Michela Fanini Rox
S.C. Michela Fanini Rox (UCI код: MIC) —  профессиональная женская команда по шоссейному велоспорту, базировавшаяся в Италии. Команда выступала в элитных шоссейных велогонках, таких как Женский мировой шоссейный кубок UCI и других.

## История

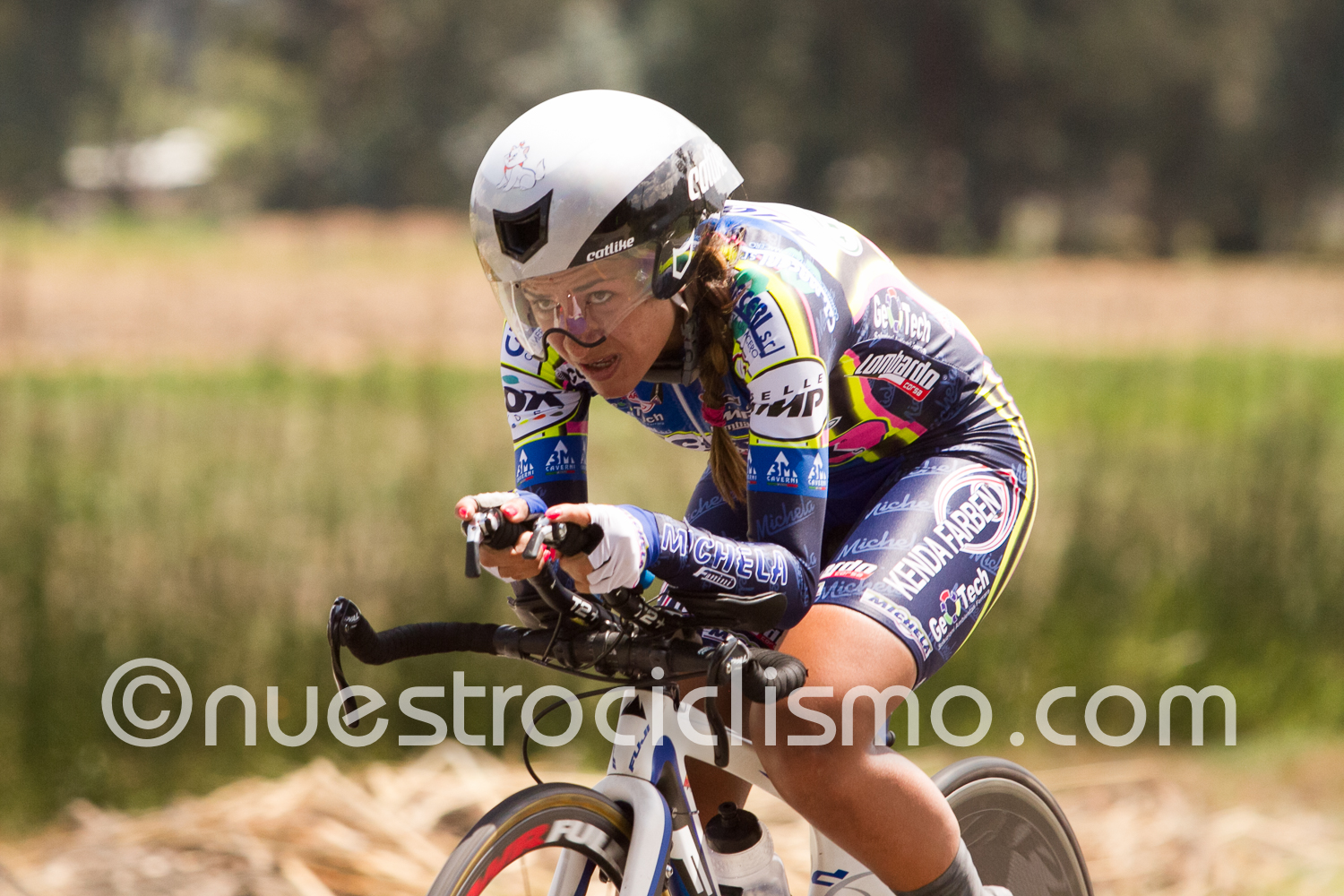
Лаура Лозано в командной майке в 2016 году

Команда была основана в 1999 году Брунелло и Пьеро Фанини в память о дочери первого, Микеле Фанини, итальянской профессиональной велогонщице, погибшей в дорожной аварии. Команда базировалась в Луната Капаннори недалеко от Лукки в Тоскане.

## Руководство
Командой руководили Пьеро Фанини и Брунелло Фанини. Первый был генеральным менеджером команды с 2006 по 2014 год, второй был представителем команды в UCI с 2006 года. В 2006 и 2007 годах Лидо Салетти также был генеральным директором. Антонио Фанелли был заместителем директора в 2006 году. В следующем году его сменил Джанлуиджи Барсотелли, который оставался на этом посту до 2009 года. Паоло Бальди стал менеджером команды в 2008 году. В 2009 году его сменяет Альфонсо Моттола и остаётся до 2010 года. С 2010 года Джанфранко Миеле становится менеджером команды, а Лидо Франчини — ассистентом. В 2011 году на смену Франчини пришёл Альберто Алессандри, который оставался в этой должности до 2012 года. В том же 2011 году Роберто Ленсиони заменил Моттолу и остался в этой должности на два года. В 2012 году Джанфранко Миеле уходит из руководства компании. В 2013 году уходит Ленсиони. Джузеппе Ланцони становится спортивным директором, а Альберто Алессандри заменяет Лидо Салетти. В 2014 и 2015 годах состав руководства идентичен. В 2016 году Антонио Фанелли становится спортивным директором. Ему помогают Пьеро Фанини и Лидо Салетти. В 2017 году спортивным директором становится Пьеро Фанини, его помощниками являются Пьетро Чезари и Мирко Пульоли.
В 2015 году вице-президентами команды стали Анджело Джаннини и Леонело Стефани. Секретарь — Даниэла Фанини. Врач — Стефано Бьянки, массажисты — Витторио Нуанциати и Кристиан Микелотти, механики — Мауро Гамбаро и Армандо Джиалдини. Пресс-атташе — Маурицио Тинтори. Сопровождающие лица — Паоло Гуиди, Пьеро Пуччи и Витторио Табарраччи.

## Партнёры
Основным партнёром команды с 1999 года являлся производитель обуви Rox. Велосипеды поставлялись компанией Lombardo и оснащались оборудованием Shimano.

## Классификация UCI
Таблица показывает положение команды в рейтинге UCI в конце сезона, а также лучшего индивидуального гонщика в каждом сезоне.
| Год  | Командный рейтинг | Лучшая спортсменка в личном зачёте |
| 2000 | ?                 | Зинаида Стагурская (10)            |
| 2001 | 11                | Регина Шляйхер (23)                |
| 2002 | 10                | Регина Шляйхер (8)                 |
| 2003 | 9                 | Эдита Пучинскайте (5)              |
| 2004 | 3                 | Эдита Пучинскайте (5)              |
| 2005 | 10                | Аннетт Бойтлер (22)                |
| 2006 | 18                | Аннализа Кучинотта (69)            |
| 2007 | 16                | Грете Трейер (36)                  |
| 2008 | 22                | Раса Лелейвите (62)                |
| 2009 | 11                | Татьяна Гудерцо (17)               |
| 2010 | 13                | Грете Трейер (46)                  |
| 2011 | 19                | Грете Трейер (59)                  |
| 2012 | 16                | Грете Трейер (81)                  |
| 2013 | 20                | Евгения Высоцкая (65)              |
| 2014 | 19                | Татьяна Рябченко (61)              |
| 2015 | 25                | Эдвиж Питель (75)                  |
| 2016 | 25                | Эдвиж Питель (74)                  |
| 2017 | 35                | Моника Кирай (136)                 |
| 2018 | 35                | Ольга Шекель (136)                 |

В таблице ниже представлены рейтинги команды на Кубке мира, а также её лучшие индивидуальные гонщики.
| Год  | Командный рейтинг | Лучшая спортсменка в личном зачёте |
| 2000 | -                 | -                                  |
| 2001 | -                 | Регина Шляйхер (17)                |
| 2002 | -                 | Регина Шляйхер (3)                 |
| 2003 | -                 | Эдита Пучинскайте (14)             |
| 2004 | -                 | Эдита Пучинскайте (6)              |
| 2005 | -                 | Аннетт Бойтлер (28)                |
| 2006 | -                 | Аннализа Кучинотта (127)           |
| 2007 | 32                | Грете Трейер (72)                  |
| 2008 | -                 | -                                  |
| 2009 | -                 | -                                  |
| 2010 | 31                | Грете Трейер (111)                 |
| 2011 | -                 | Карин Ауне (84)                    |
| 2012 | 33                | Александра Бурченкова (103)        |
| 2013 | -                 | Эдвиж Питель (98)                  |
| 2014 | -                 | -                                  |
| 2015 | -                 | -                                  |

С 2016 года Женский мировой тур UCI заменил Женский мировой шоссейный кубок UCI.
| Год  | Командный рейтинг | Лучшая спортсменка в личном зачёте |
| 2016 | -                 | -                                  |
| 2017 | -                 | -                                  |
| 2018 | -                 | Евгения Высоцкая (206)             |

## Победы команды

### Международные соревнования
- Чемпионат мира: 1

Групповая гонка: 2009 (Татьяна Гудерцо)

### Гранд-туры
- Джиро Роза

Участие: не менее 7 (2003, 2009, 2010, 2011, 2012, 2013, 2014)
Победы на этапах: 1 в 2004: Эдита Пучинскайте
Подиум: 2003 (Эдита Пучинскайте)

### Национальные чемпионаты
- Чемпионат Эстонии: 10

Групповая гонка: 2007, 2011, 2012 (Грете Трейер), 2013, 2014 (Лийзи Рист)
Индивидуальная гонка: 2007, 2011, 2012 (Грете Трейер), 2013, 2014 (Лийзи Рист)
- Чемпионат Эфиопии[фр.]: 1

Индивидуальная гонка: 2016 (Иерусалим Келиль)
- Чемпионат Франции: 1

Групповая гонка: 2016 (Эдвиж Питель)
- Чемпионат Венгрии[фр.]: 4

Групповая гонка: 2016 и 2017 (Моника Кирай)
Индивидуальная гонка: 2016 и 2017 (Моника Кирай)
- Чемпионат Израиля[фр.]: 1

Групповая гонка: 2011 (Элла Михал)
- Чемпионат Италии: 1

Групповая гонка: 2009 (Мония Баккаилле)
- Чемпионат Мексики[фр.]: 1

Индивидуальная гонка: 2011 (Вероника Леаль)
- Чемпионат Швеции: 1

Критериум: 2007 (Сара Мустонен)
- Чемпионат Украины: 2

Групповая гонка: 2010 (Нина Овчаренко)
Индивидуальная гонка: 2014 (Татьяна Рябченко)